# Карамов, Вугар
Вугар Карамов (азерб. Vüqar Kərəmov, родился 20 февраля 1992 года) — азербайджанский боец смешанных единоборств, соревнующийся в Федерации боевых искусств Ризин. Он участвовал в таких промоушенах, как Grand European Fighting Championship, Pankration Grappling и MMA Federation of Azerbaijan, WWFC, RWC и Bellator.

## Биография
Вугар Карамов родился 20 февраля 1992 года в Хачмазе. В 2010—2014 годах учился в Азербайджанской государственной академии физической культуры и спорта. Спортом занимается с 9 лет. С детства тренировался под руководством Андрея Большакова. Во время своего пребывания в США он тренируется в тренажерном зале Teamalphamale под руководством Уриджа Фабера. 24 декабря 2013 года получил звание «Мастер спорта АР»

## Спортивная карьера
Чемпион Азербайджана по панкратиону и ММА. В 2009 году выиграл чемпионат мира (57 кг) в Омске (Россия). В 2011 году выиграл чемпионат Европы (65 кг) в Одессе (Украина). В 2012 году выиграл чемпионат мира (66 кг) в Кракове (Польша). В 2013 году занял первое место на Всемирных играх (до 66 кг) в Санкт-Петербурге (Россия). В 2014 году выиграл чемпионат Европы (71 кг) в Будапеште (Румыния). В 2015 году выиграл чемпионат мира (77 кг) в Харькове (Украина).
Начал свою профессиональную карьеру в 20 лет с легких выступлений. Выступает в полулегком весе. Вугар Карамов как профессионал 6 апреля 2012 года на Кубке СНГ 2012, который проходил в Нижнем Новгороде, Россия, но проиграл Олегу Борисову решением судей.
25 сентября 2019 года объявил, что подписал контракт на 1 бой с Bellator для выступления в отборочных турнирах Bellator 234. Нокаутировал Густаво Вурлитцера чуть более чем за 3 минуты первого раунда. 22 января 2020 года Карамов объявил, что подписал контракт с Ризиным. Менее чем через месяц Ризин объявил, что Вугар Карамов будет сражаться с Кайлом Агуоном. Карамов победил единогласным решением судей.
Участвовал в турнирах по боевому ушу и панкратиону, выиграл серебряную медаль по ушу на Играх исламской солидарности 2017 года, а также золотую медаль решающим образом нокаутом в голову на Всемирных боевых играх Панкратиона 2013 года.